# 竹塘乡 (澜沧县)
竹塘乡，是中华人民共和国云南省普洱市澜沧拉祜族自治县下辖的一个乡镇级行政单位。

## 行政区划
竹塘乡下辖以下地区：
募乃村、攀枝花村、东主村、云山村、老炭山村、大塘子村、战马坡村、南本村、茨竹河村、甘河村和军勐村。